# 12 Hits from Hell
12 Hits from Hell è l'album "mancante" dei Misfits.
Il 7 agosto 1980, i Misfits registrarono 12 canzoni presso gli studi della Master Sound Productions con l'intenzione di pubblicare un album di inediti, con le note manoscritte di Glenn Danzig, cantante principale ed autore. Queste registrazioni furono successivamente ribattezzate "The MSP Sessions".

## Descrizione
I Misfits firmarono un contratto con la Ruby Records dopo la registrazione, ed usarono la sessione del 1980 come demo per la pubblicazione di Walk Among Us. L'album completo di questa sessione non fu mai pubblicata.
Nonostante i Misfits non avessero mai registrato come gruppo con quattro componenti, il proposito della nuova pubblicazione era di realizzare una vetrina per i contributi sia di Bobby Steele che, al tempo stesso, di Doyle. Bobby Steele, il chitarrista dei Misfits fino al 1978, registrò le tracce sia di chitarra ritmica, che di chitarra solista, per la gran parte delle canzoni ma, durante la produzione, fu cacciato dalla band. Le sue parti furono successivamente attenuate nel mixaggio (nonostante sia accreditato in 3 Hits from Hell come chitarrista aggiunto). Doyle, fratello minore del bassista Jerry Only, fu introdotto nel gruppo e finì la sessione di registrazione aggiungendo o sovrapponendo le tracce di chitarra. Le canzoni finirono nelle mani del pubblico con un 33 giri (3 Hits from Hell) oppure clandestinamente. Le tracce furono anche incluse nel Box Set.
Nel 2001, la Caroline Records annunciò la pubblicazione della sessione perduta del 1980 di Halloween con il nome di 12 Hits From Hell. Sarebbe stata inclusa inoltre una versione alternativa di London Dungeon.
Danzig e Only furono cacciati bruscamente dalla produzione: Danzig, perché c'erano degli errori da correggere nelle informazioni scritte sulla copertina del disco; Only, perché il mixaggio e la rimasterizzazione erano scadenti. Danzig reclamò inoltre perché era scontento della copertina e della confezione dell'album, ed era irritato per non aver ricevuto alcuna informazione sul progetto fino a quando la Caroline Records non gli spedì un CD promozionale.
Bobby Steele, cacciato dal gruppo durante la registrazione, si convinse che Jerry Only avesse in progetto di remixare le tracce: dato che i Misfits avevano comunicato al pubblico di aver cacciato Steele in quanto era un chitarrista scarso, egli è sempre stato convinto di essere stato mandato via perché Only avrebbe voluto suo fratello, Doyle, alla chitarra. Steele avrebbe voluto che il CD fosse pubblicato come era, dimostrando una volta per tutte di non essere un cattivo chitarrista. Era inoltre convinto che, se fosse stato remixato, Only avrebbe eliminato tutte le sue tracce di chitarra dal prodotto finale, evitando di essere smascherato come bugiardo.
La spiegazione ufficiale della Caroline Records fu che la masterizzazione era di basso livello, e che inoltre i Misfits non volevano essere rappresentati come un gruppo di cinque elementi. Questo è alquanto bizzarro, dato che molti gruppi registrano due o tre volte le loro tracce di chitarra, e le informazioni scritte sul disco indicavano chiaramente che Doyle e Bobby non furono mai contemporaneamente nella band. Ciononostante, nessuno ebbe problemi con il contributo di Robbie Alter in due canzoni, sebbene egli non fosse nemmeno un membro dei Misfits.
A causa di tutte queste opinioni contrastanti ed accuse senza prove, è improbabile che 12 Hits From Hell veda mai la luce. Tuttavia, grazie a programmi Peer-to-peer come Kazaa e LimeWire, copie promozionali dell'album sono state diffuse in Internet.

## Tracce
1. Halloween
2. Vampira
3. I Turned into a Martian
4. Skulls
5. London Dungeon
6. Night of the Living Dead
7. Horror Hotel
8. Ghouls Night Out
9. Astro Zombies
10. Where Eagles Dare
11. Violent World
12. Halloween II
13. London Dungeon (Alternate Take)

## Formazione
- Glenn Danzig – voce, chitarra in Halloween II
- Jerry Only – basso
- Bobby Steele – chitarra (nelle tracce originali)
- Doyle – chitarra (sovrapposta all'originale e nelle tracce aggiuntive)
- Robbie Alter – chitarra in London Dungeon e Violent World
- Arthur Googy – batteria